# 마티 알라후타
마티 유하니 알라후타(Matti Juhani Alahuhta, 1952년 6월 22일~)는 코네엘리베이터(2005–2014)의 사장 겸 CEO였다. 현재도 코네엘리베이터의 이사회 임원으로 재직중이다. 그 이전에는 노키아에서 26년 동안 근무했으며 1993년부터 2004년까지 Nokia의 이사회 멤버였다. 그는 DevCo Partners Oy의 이사회 회장이다. 현재까지 그는 또한 상술하였듯 코네엘리베이터 (2003-) 및 볼보그룹 (2014-)의 이사회 멤버이기도 하다.
2021년까지 아세아 브라운보베리(ABB)의 이사회 임원이었으나 알 수 없는 이유로 ABB 이사회에서 물러났다.